# Адам Кіркор

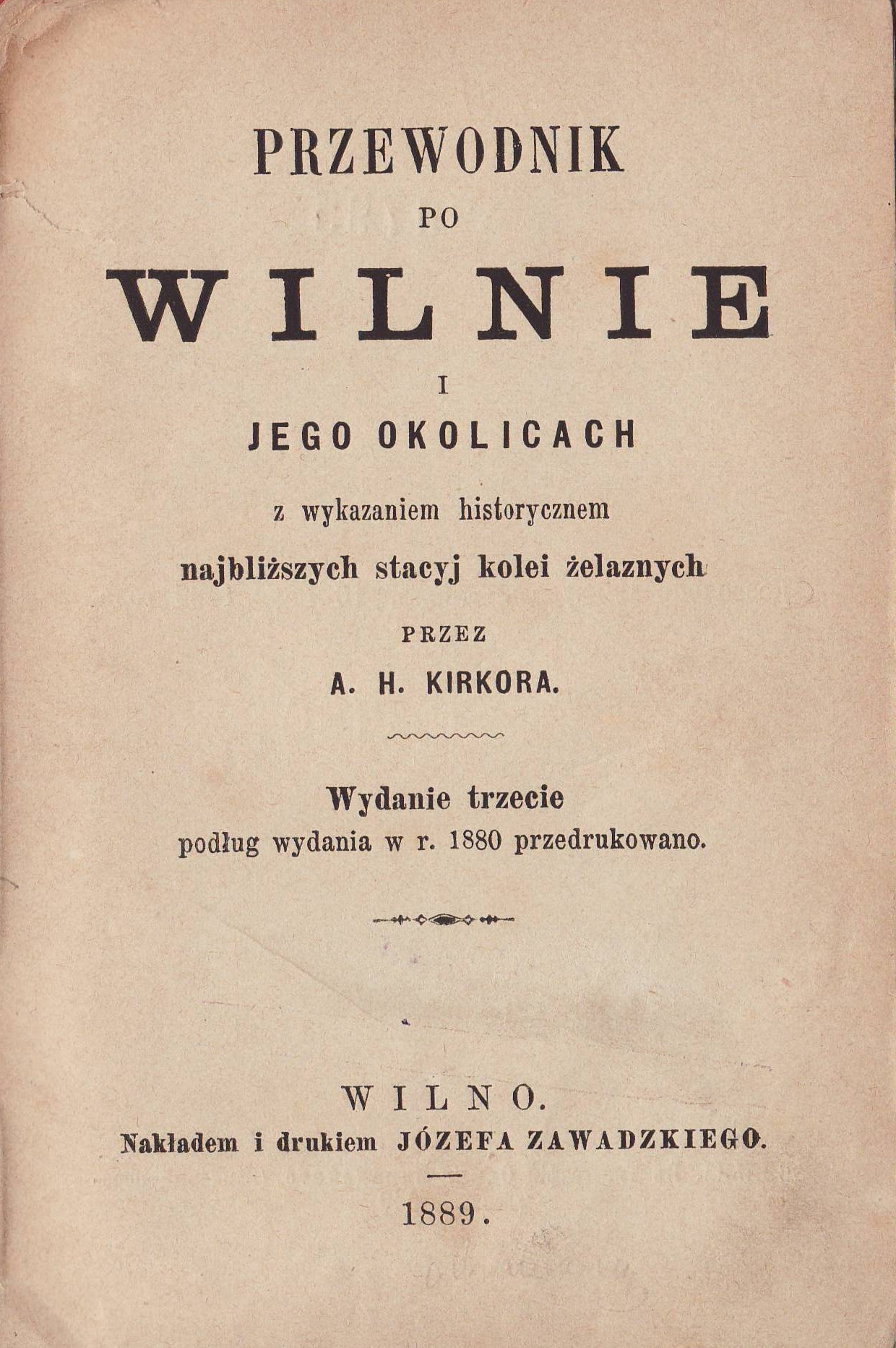
Przewodnik po Wilnie i jego okolicach z wykazaniem najbliższych stacyj kolei żelaznych

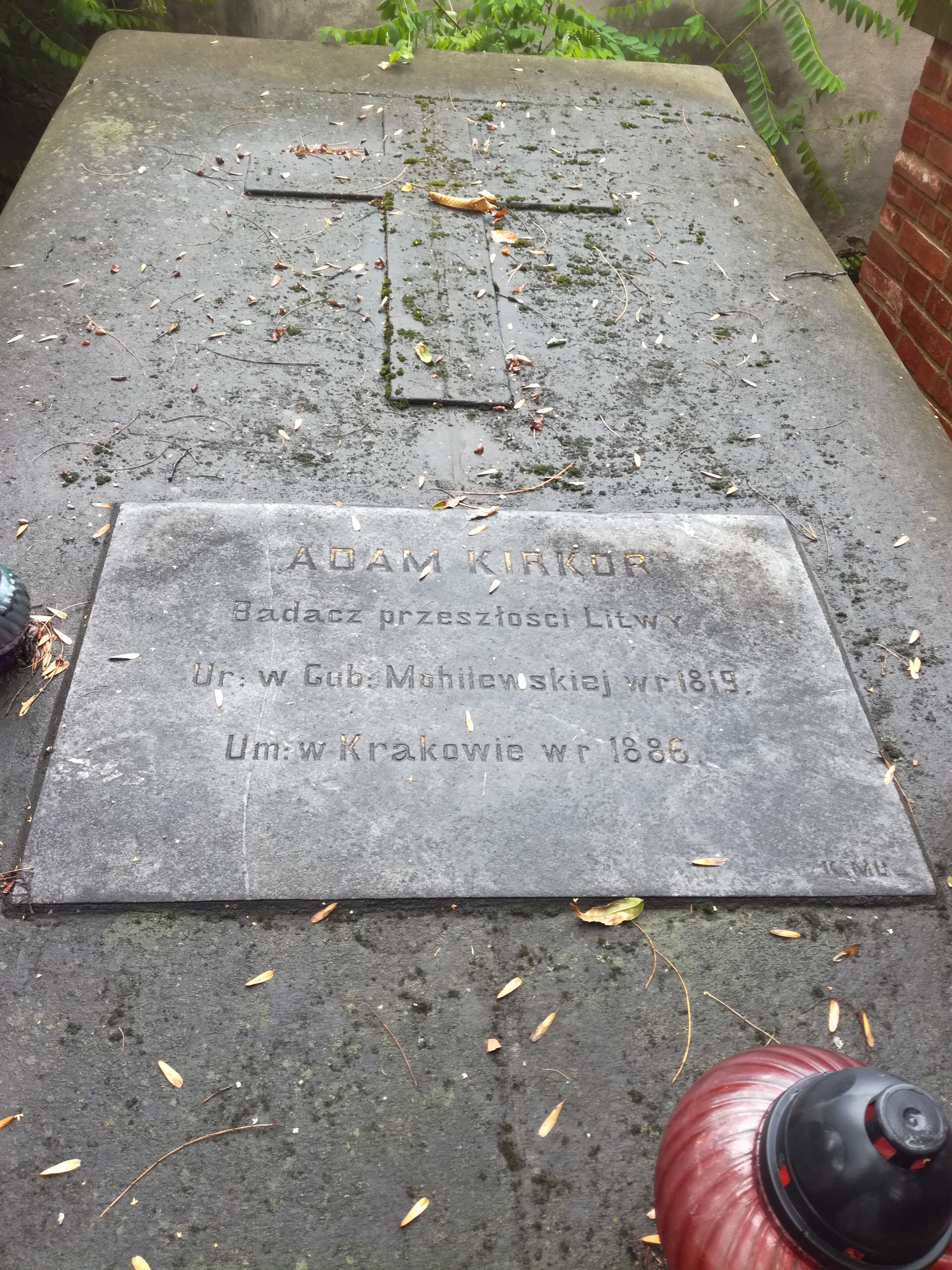
Могила Адама Кіркора

Адам Гонорій Кіркор (біл. Адам Ганоры Кіркор; 21 січня 1818/1819, Сливино, Мстиславській повіт Могильовська губернія — 23 листопада 1886, м. Краків) — білорусько-польський археолог, видавець.

## Життєпис
Точна дата народження не відома. Згідно з даними К. В. Вуйціцького, народився 21 січня 1818. Згідно з написом надгробка — у 1819 році.
Охрещений 18 січня 1819 р. (запис у метричній книзі). Батько — Карл (Кароль) Кіркор, мати — його дружина Текля, з дому Володкович.
Навчатись почав у Могильовській гімназії, потім продовжив у 2-й Віленській в 1834 році, яку закінчив у 1838. Того ж року почав працювати канцеляристом «Ізби Скарбової» у Вільно. В лютому 1849 став дійсним членом Віленського статистичного комітету. У 1859 році заснував громадську спілку, набув друкарню (по Т. Ґлюксберґу), яка 1 липня 1859 відновила діяльність як «пол. Drukarnia A. H. Kirkora i Spółki» (став у 1861 році її єдиним власником). В грудні 1859 прийняв у «державу» урядове 2 мовне (польська, рос.) видання «пол. Kurier Wileński».
Під час видання праці «пол. Na Dziś» мав клопоти з російською цензурою. З 1873 року надзвичайний член Академії Знань у Кракові.
Від 1874 — здійснював археологічні дослідження на півдні Тернопільщини, зокрема:
- 1876 — «скринькове» поховання, село Коцюбинці; у м. Борщів, селах Боришківці та Дзвенигород, вперше розпочав дослідження печери «Вертеба» поблизу с. Більче- Золоте.
- Розвідки 1877-79 зосередив у басейнах рік Дністер, Серет, Циганка, Збруч. Тут дослідив поселення трипільської культури у с. Васильківці та поховання доби культури кулястих амфор біля с. Коцюбинчики.
- 1878 —  досліджував у с. Городок поселення трипільського типу, могили скіфів-орачів та поховання під кам’яними плитами часів княжої доби; курганний могильник Жнибороди I в урочищі Вірлиська, поблизу села Жнибороди.

Одним із перших розпочав розкопки скіфських курганів у Подністров’ї, зокрема у селах Сапогів та Іване-Пусте і трьох курганів біля с. Дуплиська. Розкопував поховання давньоруського часу, досліджував т. зв. Траянові вали. 

## Праці
- Кіркор А. Г. Покуття з археологічного погляду (1874 р.) [Текст]: дослідження/ А. Г. Кіркор.- Коломия: Вік, 2009. — 80с. — ISBN 966-550-018-X.
- (рос.)Историко-статистические очерки Виленской губернии. Т. 1—2. Вильна, 1852—1853;
- (рос.)Этнографический взгляд на Виленскую губернию // Этнографический сборник, издаваемый РГО. СПб., 1858. Вып. 3;
- (пол.)Przechadzki po Wilnie i jego okolicach. Wilno, 1862 (2 wyd. 1859; 3 wyd. 1865);
- (пол.)O literaturze pobratymczych narodów słowiańskich. Kraków, 1874;
- (рос.)Живописная Россия. Т. 3. Ч. 1: Литовское Полесье. Ч. 2. Белорусское Полесье. СПб., 1882 (факсимільне перавидання: Мн., 1993).